# Congostrina
Congostrina ist ein Ort und eine Gemeinde (municipio) mit 17 Einwohnern (Stand: 2024) im Norden der Provinz Guadalajara in der Autonomen Gemeinschaft Kastilien-La Mancha. 

## Lage und Klima
Congostrina liegt in einer Höhe von ca. 1020 m in der Kulturlandschaft der Serranía. Die Entfernung zur südsüdwestlich gelegenen Provinzhauptstadt Guadalajara beträgt ca. 38 Kilometer (Fahrtstrecke). Das Klima ist gemäßigt bis warm; Regen fällt übers Jahr verteilt.

## Bevölkerungsentwicklung
| Jahr      | 1970 | 1981 | 1991 | 2001 | 2011 | 2021 |
| Einwohner | 127  | 50   | 55   | 41   | 34   | 13   |

## Sehenswürdigkeiten
- Kirche Mariä Himmelfahrt